# Otto Fries
Otto Fries (* 22. März 1849 in Berka; † 24. August 1905 an Bord eines Postdampfers bei Lome) war Förster und Mitglied des Deutschen Reichstags.

## Leben
Fries war der Sohn von Hugo Friedrich Fries und besuchte das Zenkersche Institut in Jena, das Gymnasium in Weimar, die Erziehungsanstalt Keilhau, die Realschule in Weimar (Reifezeugnis), von 1867 bis 1869 die Forstlehranstalt Eisenach und von 1872 bis 1874 die Universitäten Jena und Zürich. Er absolvierte eine forstliche Lehrzeit in Auma, wurde 1869 Forstgehilfe, 1881 Forstassistent und 1889 Oberförster. Zwischen 1879 und 1886 war er Wegenetzleger bei der Forsttaxationskommission in Eisenach. Er genügte seiner Militärpflicht als Einjährig-Freiwilliger beim 11. Jäger-Bataillon (Deutsch-Französischer Krieg 1870/71) und war Hauptmann der Landwehr.
Von 1903 bis zu seinem Tode war er Mitglied des Deutschen Reichstags für den Reichstagswahlkreis Großherzogtum Sachsen-Weimar-Eisenach 2 (Eisenach, Dermbach) und die Nationalliberale Partei. 1905 verstarb er bei einer achtwöchigen Reise von neun Reichstagsabgeordneten in die deutschen Kolonien Togo und Kamerun auf dem Schiff Eleonore Woermann an einem Schlaganfall. Begraben wurde er auf dem Deutschen Friedhof in Lome.